# Fatehganj Purvi
Fatehganj Purvi é uma cidade e uma nagar panchayat no distrito de Bareilly, no estado indiano de Uttar Pradesh.

## Demografia
Segundo o censo de 2001, Fatehganj Purvi tinha uma população de 7706 habitantes. Os indivíduos do sexo masculino constituem 54% da população e os do sexo feminino 46%. Fatehganj Purvi tem uma taxa de literacia de 43%, inferior à média nacional de 59.5%: a literacia no sexo masculino é de 49% e no sexo feminino é de 34%. Em Fatehganj Purvi, 18% da população está abaixo dos 6 anos de idade.